# (49291) Thechills
(49291) Thechills ist ein im Hauptgürtel gelegener Asteroid, der am 8. November vom britischen Astronomen Ian P. Griffin am BCC Observatory (IAU-Code 758) in Cocoa in Florida entdeckt wurde.
Am 15. Oktober 2021 wurde der Asteroid nach der neuseeländischen Band The Chills benannt. Auf dem Cover ihrer EP Rocket Science sind Fotografien des Asteroiden zu sehen, die der Asteroidenentdecker gemacht hatte.